# Ellenz-Poltersdorf

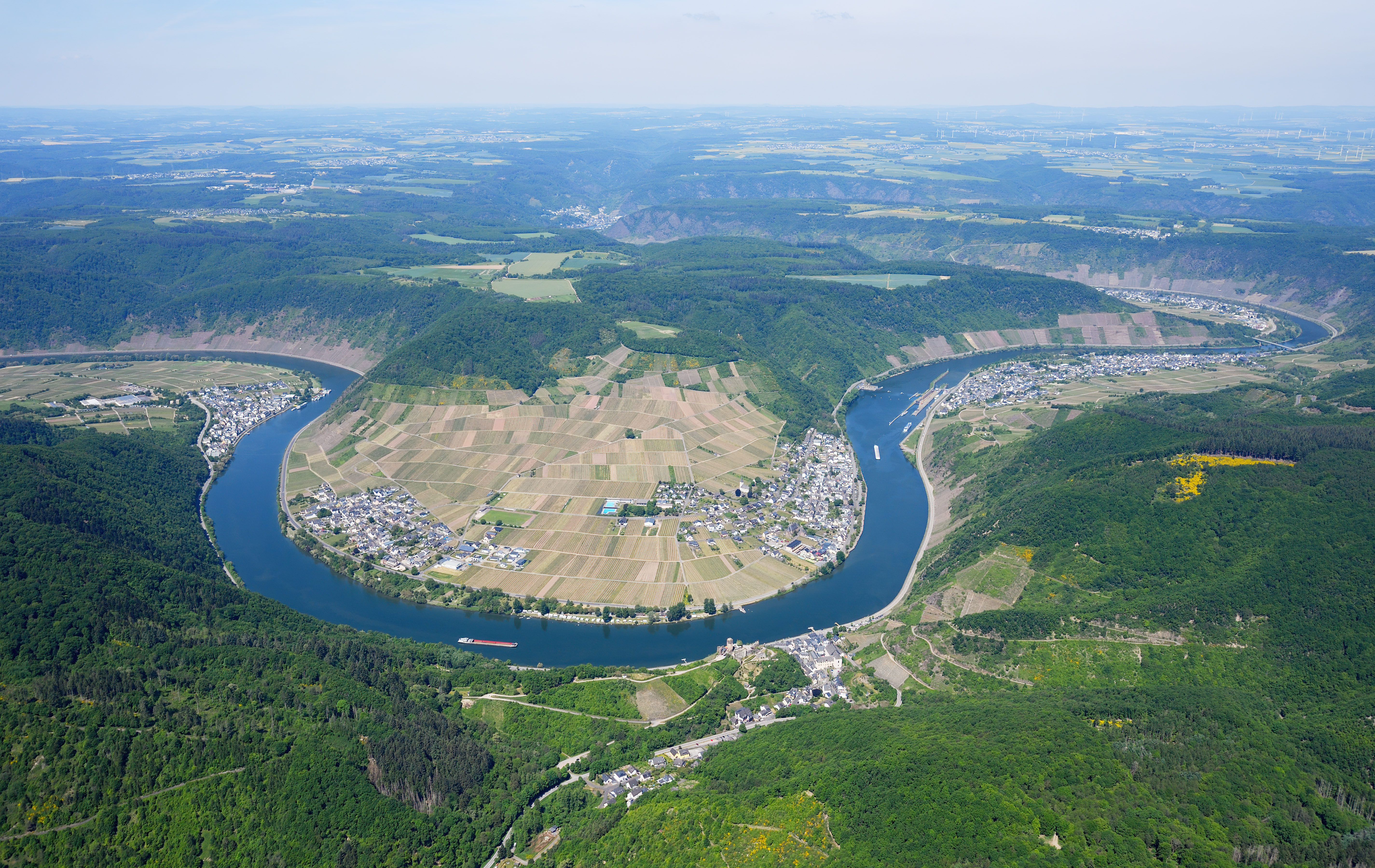
Ellenz-Poltersdorf von Südosten aus der Luft gesehen

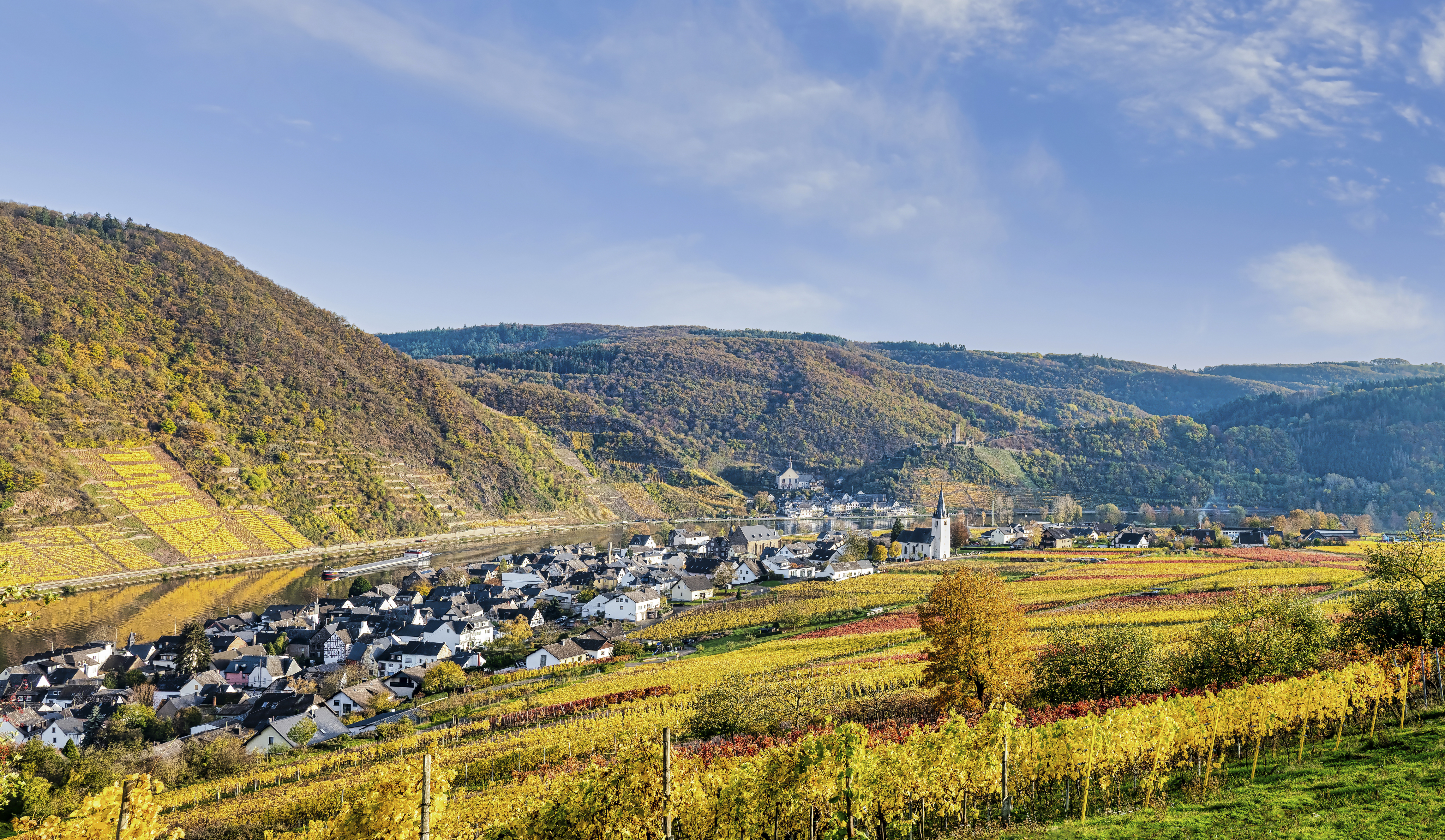
Ortsteil Ellenz, gegenüber Beilstein

Ellenz-Poltersdorf ist ein Weinort im Landkreis Cochem-Zell in Rheinland-Pfalz. Die Ortsgemeinde gehört der Verbandsgemeinde Cochem an.

## Geographie
Ellenz-Poltersdorf liegt an einer Moselschleife im Zentrum des Cochemer Krampens. Die Ortslage befindet sich auf einem Gleithang, der in südöstlicher Richtung flach zur Mosel hin abfällt.

### Geographische Lage
Die Kreisstadt Cochem, die zugleich Sitz der Verbandsgemeindeverwaltung ist, liegt etwa 7 km flussabwärts. Nach Mayen sind es etwa 30 km, Koblenz liegt in 50 km Entfernung. Direkt gegenüber auf der anderen Moselseite liegt der kleine Ort Beilstein, die Moselfähre Beilstein, eine Gierseilfähre, verbindet beide Orte miteinander.

### Ausdehnung des Gemeindegebiets
Während sich die Gemarkung Ellenz-Poltersdorf besonders durch ihre großen Waldgebiete zu beiden Seiten der Mosel erstreckt, liegen die beiden räumlich getrennt liegenden Ortsteile Ellenz und Poltersdorf linker Hand der Mosel. Hier befindet sich auch der überwiegende Teil der Rebflächen und somit Weinlagen, die zum Gemeindegebiet gehören. Die bekannteste hiervon ist das Ellenzer Goldbäumchen.
Die Flächennutzung stellt sich wie folgt dar (Stand 31. Dezember 2018):
| Fläche     | in ha | in % |
| ---------- | ----- | ---- |
| Siedlung   | 35    | 4,7  |
| Verkehr    | 38    | 5,1  |
| Vegetation | 633   | 85,4 |
| Gewässer   | 36    | 4,9  |
| Gesamt     | 742   | 100  |

## Geschichte
Ellenz wird erstmals um 1100 in einem Güterverzeichnis des Stifts Karden erwähnt. Die erste urkundliche Erwähnung Poltersdorfs stammt aus dem Jahr 1178. Bis in das frühe 14. Jahrhundert hatte die Reichsvogtei Ellenz-Poltersdorf Bestand. Die nachfolgende Herrschaft Kurtriers erlosch im Jahr 1794 mit der Besetzung durch die französische Revolutionsarmee, bis 1814 gehörte Ellenz zur Mairie Eller im Kanton Cochem des Arrondissements Koblenz im Rhein-Mosel-Departement. Nach der Niederlage Napoleons wurde Ellenz-Poltersdorf 1815 auf dem Wiener Kongress dem Königreich Preußen zugeordnet und gehörte bis 1945 zur dessen Rheinprovinz.
Nach dem Ersten Weltkrieg zeitweise französisch besetzt und nach dem Zweiten Weltkrieg der französischen Besatzungszone zugehörig, ist der Ort seit 1946 Teil des damals neu gebildeten Landes Rheinland-Pfalz.

## Politik

### Gemeinderat
Der Gemeinderat in Ellenz-Poltersdorf besteht aus zwölf Ratsmitgliedern, die bei der Kommunalwahl am 9. Juni 2024 in einer Mehrheitswahl gewählt wurden, und der ehrenamtlichen Ortsbürgermeisterin als Vorsitzender.

### Bürgermeister
Nicole Jobelius-Schausten (CDU) wurde am 1. September 2022 Ortsbürgermeisterin von Ellenz-Poltersdorf. Da bei der Direktwahl am 26. Mai 2019 kein Bewerber angetreten war, oblag die Neuwahl gemäß rheinland-pfälzischer Gemeindeordnung dem Rat. Dieser entschied sich einstimmig für die bisherige Erste Beigeordnete der Gemeinde. Bei der Direktwahl am 9. Juni 2024 wurde sie als einzige Bewerberin mit 94,7 % für weitere fünf Jahre in ihrem Amt bestätigt.
Jobelius-Schaustens Vorgänger Heinz Dehren hatte das Amt am 21. Juni 2019 übernommen. Da für reguläre Direktwahl am 26. Mai 2019 kein gültiger Wahlvorschlag eingereicht worden war, erfolgte die Neuwahl für die anstehende fünfjährige Amtsperiode durch den Rat. Im Juni 2022 kündigte Dehren jedoch an, das Amt aus persönlichen Gründen mit Ablauf des Monats vorzeitig niederzulegen, wodurch eine Neuwahl erforderlich wurde. Dehrens Vorgänger Dietmar Schausten hatte das Amt 15 Jahre ausgeübt.

## Sehenswürdigkeiten

### Alte Pfarrkirche St. Martin

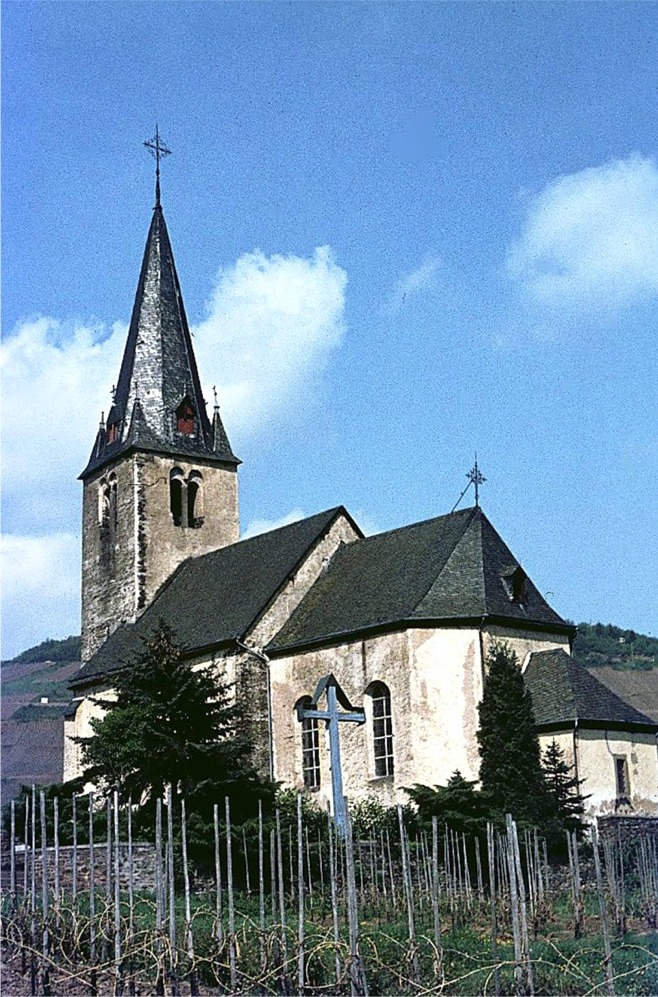
Alte Kirche St. Martin um 1975

Die alte Pfarrkirche St. Martin in Ellenz steht an den Grenzen der Flurbezirke „Auf der Burg“ und „Im Elend“, umgeben vom Friedhof. Möglicherweise ist sie eine Nachfolgerin einer Kapelle aus dem 7. Jahrhundert. Von einem Gebäude des 12. Jahrhunderts ist der fünfgeschossige, spätromanische Kirchturm erhalten. Das Kirchenschiff im Stil der Gotik, das den leicht schräg zu ihm stehenden Turm zum Teil umklammert, wurde Mitte bis Ende der 1490er-Jahre gebaut. In Anlehnung an dessen Stil erhielt der Turm in dieser Zeit einen achtseitigen, schiefergedeckten Helm.  Der Chor aus dieser Zeit wurde 1760 als zu klein bezeichnet und 1762 durch einen barocken Anbau ersetzt. 
Die Turmhalle ist im Lichten 3 × 3,30 Meter groß mit 1,50 bis 1,80 Meter dickem Bruchsteinmauerwerk und einem Kreuzgewölbe. In der Südwand führt eine Mauertreppe zum zweiten Obergeschoss. Unterhalb des Helms hat der Turm auf jeder der vier Seiten eine zweiteilige Schallöffnung. Das Kirchenschiff ist 10 Meter breit und 11,35 Meter lang. In der Mitte steht eine Säule, aus der sich die Grate von Kreuz- und Netzgewölben entwickeln, die an Konsolen an den Wänden enden. Einer der Schlusssteine in den Gewölben zeigt ein Hochrelief des heiligen Martin, des Kirchenpatrons, auf dem Pferd. Die Spitzbogenfenster des Schiffs enthalten je ein zweiteiliges Maßwerk. Der Chor ist im Lichten 9 Meter und 7,65 Meter breit. Er hat eine hölzerne Voutendecke, im Gegensatz zur an ihn anschließenden Sakristei mit gemauertem Tonnengewölbe.
Wahrscheinlich aus der vorherigen Kirche ist die Tabernakelnische erhalten, die ebenso wie ein 1,80 Meter hoher spätgotischer Sakramentsschrein in den neuen Chor eingebaut wurden. Der romanische Taufstein aus Basaltlava, 96 Zentimeter hoch, dürfte aus dem 12. Jahrhundert stammen. Der kupferne, 45 Zentimeter tiefe Einsatz in dem Becken und der 35 Zentimeter hohe Kupferdeckel sind Werke des 19. Jahrhunderts.

### Historisches Rathaus im Ortsteil Ellenz
Das Rathaus oder Gemeindehaus in Ellenz wurde 1541 errichtet. Es ist ein Fachwerkhaus auf einem Bruchsteinuntergeschoss. Die etwa neun Meter breite Vorderfront ist als Schmuckfachwerk gestaltet. Charakteristisch ist darin das wiederkehrende Motiv der nach unten offenen Halbkreisgabel. In der Mitte und an den Seiten versteifen steil gekreuzte Balken das Fachwerk. Das Erdgeschoss hat in der Mitte ein kleines rundbogiges Portal, links einen ebenfalls rundbogigen Durchgang zu einem hinter dem Rathaus gelegenen „Gemeindebackes“ (Backhaus). Rechts ist eine wohl in jüngerer Zeit eingebaute, nicht stilgerechte Doppeltür, hinter der die Feuerspritze gestanden haben soll. Über die Außentreppe links am Gebäude wird der Gemeindesaal erreicht, der das gesamte erste Obergeschoss einnimmt. Der Raum hat eine Balkendecke, die von einem Achteckständer und Unterzug getragen wird. Im Erdgeschoss trägt ein einfacher Baumständer die Last.

### St.-Andreas-Kirche im Ortsteil Poltersdorf

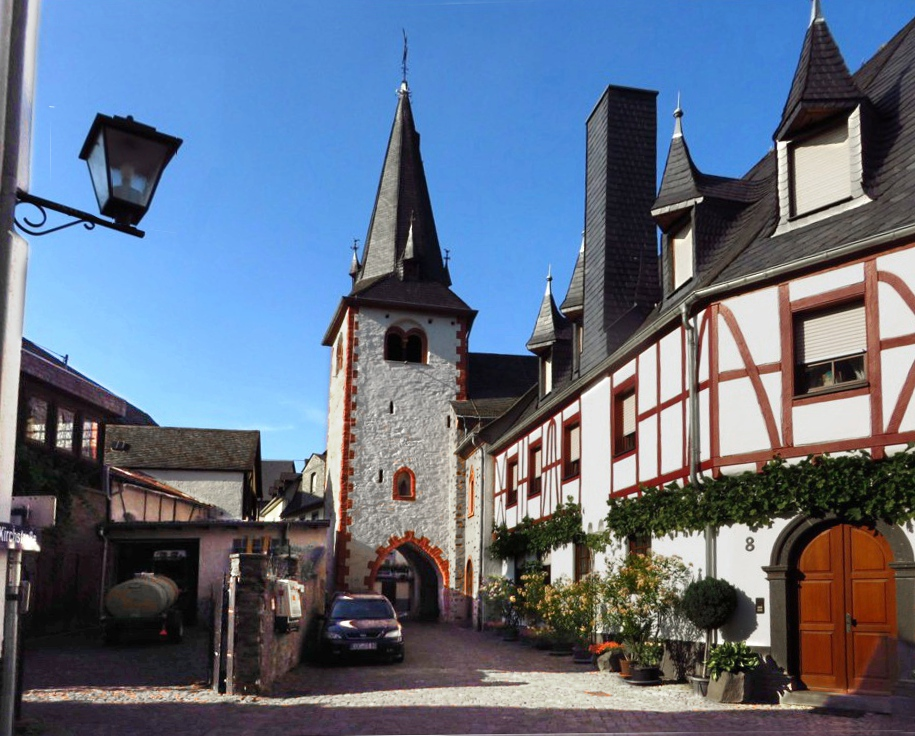
Kirchstraße in Poltersdorf mit Kirchturm von St. Andreas

Als erste urkundliche Erwähnung der Kirche gilt 1308, als Emmerich von Monreal bei seinem Hof in Poltersdorf eine Kapelle stiftete, die 1509 im Stil der Spätgotik umgebaut und wahrscheinlich erweitert wurde. Aus dieser Zeit dürfte das Kreuzgewölbe im Chor stammen, im Kirchenschiff blieb es bei der Flachdecke aus Holz. Von dem romanischen, schräg vor das Kirchenschiff gestellten Kirchturm wird angenommen, dass er als Teil der ersten Kapelle, allerdings erst Mitte des 15. Jahrhunderts aus Bruchstein erbaut wurde. In Verbindung mit dem Umbau der Kirche erhielt er den eingezogenen, achteckigen schiefergedeckten Helm mit vier Dachgauben, und der spitzbogige Straßendurchgang wurde gebrochen. Ein Schlussstein mit dem Wappen des Trierer Erzbischofs Jakob II. von Baden (1503–1511) erinnert an die Zeit des Umbaus. Das Kirchenschiff wurde 1677 durch einen Brand zerstört und in den folgenden Jahrhunderten einige Mal erneuert, bevor es 1950 abgerissen und 1950/52 nach Plänen des Architekten W. Miesges, Wiesbaden, neu aufgebaut wurde. Eine spätgotische Fensterbekrönung war erhalten geblieben und wurde an der Westfront wieder eingebaut. Auch der Turm blieb erhalten. Der Zugang liegt über einer erneuerten Steintreppe an der Nordseite. Er hat vier Geschosse, das erste Obergeschoss ist im Lichten 2,80 × 2,40 Meter groß; Licht fällt durch beidseitige Mauerschlitze ein. Außen gibt es auf Höhe des ersten Geschosses zwei kleine Figurennischen. Vom zweiten zum dritten Obergeschoss führt eine enge Mauertreppe, die ihr Licht durch Schlitze in der Südmauer erhält. Das dritte Obergeschoss hat drei zweiteilige Schallfenster. In diesem Geschoss hängen drei Glocken, ursprünglich aus den Jahren 1449, 1457 und 1493, eine davon jedoch 1947 umgegossen. Der Altar stammt vom Anfang des 18. Jahrhunderts; er wurde 1954 aus Alflen übernommen. Eine etwa einen Meter hohe Statue des Kirchenpatrons Andreas stand zunächst unpassend in der Mittelnische des Altars und wurde nach Restaurierung auf eine Konsole an der Nordwand übertragen. Hinter dem Altar hängt in einer großen Rundbogennische eine Kreuzigungsgruppe mit 92 cm großen Assistenzfiguren Maria und Johannes.
Siehe auch: Liste der Kulturdenkmäler in Ellenz-Poltersdorf

## Wirtschaft und Infrastruktur
Etwa 500 m flussabwärts der Ortslage von Ellenz befindet sich an der Staustufe Fankel linksseitig die Zentralwarte der RWE Power AG. Von hier werden alle Wasserkraftwerke entlang von Mosel und Saar gesteuert.

## Persönlichkeiten
- Heinrich Engelen (* nach 1460–1523), Geistlicher, Prämonstratenser, Prior in Niederehe sowie Stiftspropst in St. Gerlach (Houthem bei Maastricht)